# Chapelle-Vallon

Chapelle-Vallon este o comună din departamentul Aube, Franța, situată la 15 km nord în volan de Troyes, 26 km sud-est de Romilly-sur-Seine și 13 km sud-vest de Arcis-sur-Aube.
Suprafața comunei este de 19,24 km2, iar  altitudinea sa variază de la 128 la 204 metri
În 1 ianuarie 2022 avea o populație de 232 de locuitori.